# B-ISDN
Широкополосная цифровая сеть с интеграцией услуг (Broadband-ISDN, B-ISDN) — спецификации, расширяющие параметры стандарта ISDN, разработанные и утверждённые Международным союзом электросвязи  в 1998 году. Считалось, что эта коммуникационная технология, позволяющая осуществлять интегрированную скоростную передачу голоса, видео и данных, будет ведущей в XXI веке. В основе B-ISDN предполагается использовать коммутирующую технологию ATM, а также SONET в качестве стержневой технологии магистральных соединяющих каналов.
Широкополосной ISDN называют службы, требующие более высоких скоростей передачи данных, чем один канал PRI. Хотя B-ISDN явно не подразумевает применения какой-то конкретной технологии, в качестве инфраструктуры коммутации для сервиса B-ISDN будет использоваться ATM.
Сервис B-ISDN подразделяется на следующие категории:
Интерактивный:
- Диалоговые конференции (такие как видеоконференции).
- Обмен сообщениями (например, электронная почта с изображениями, видео и графикой).
- Поиск информации (например, покупки через Internet, чтение новостей, дистанционное обучение).

Распространение информации:
- Без управления пользователем: электронные газеты, «доставка телепередач».
- С участием пользователя: дистанционное обучение, электронная реклама, получение новостей.

Концепция B-ISDN уступила место другим прорывным технологиям, используемым в Интернете. Технология ATM сохранилась как низкоуровневый уровень в большинстве технологий цифровых абонентских линий (DSL) и как тип полезной нагрузки в некоторых беспроводных технологиях, таких как WiMAX. Термин «широкополосный доступ» стал маркетинговым термином для любой услуги цифрового доступа в Интернет.